# Смит, Деанна
Деанна Смит (англ. Deanna Smith; в замужестве Блэк (англ. Black); род. 24 декабря 1980 года в Бендиго, Виктория, Австралия) — австралийская профессиональная баскетболистка, выступала в женской национальной баскетбольной лиге (ЖНБЛ). Играла на позиции атакующего защитника. Двукратная чемпионка женской НБЛ (1999, 2000).

## Ранние годы
Деанна Смит родилась 24 декабря 1980 года в городе Бендиго (штат Виктория), у неё есть младшая сестра, Жаклин.